# パリ第5大学
パリ第5大学（fr:Université Paris 5 René Descartes）またはパリ・デカルト大学は、かつて存在したフランスの大学。旧パリ大学を構成する12の大学の一つ。同じく旧パリ大学構成校のパリ第7大学と統合し、2019年にパリ大学（旧パリ大学とは異なる）を創設した。

## 著名な関係者

### 教員
- ジョルジュ・バランディエ
- アクセル・カーン
- エルヴェ・モラン
- ヤン・エルスター

### 出身者
- フランソワ・フィヨン